# Yzernay
Yzernay – miejscowość i gmina we Francji, w regionie Kraj Loary, w departamencie Maine i Loara.
Według danych na rok 2010 gminę zamieszkiwały 1 791 osób, a gęstość zaludnienia wynosiła 43 osoby/km².